# Grammoechus
Grammoechus – rodzaj chrząszczy z rodziny kózkowatych i podrodziny zgrzypikowych. 

## Zasięg występowania
Przedstawiciele tego rodzaju występują w Azji Południowo-Wschodniej.

## Systematyka
Do Grammoechus należy 16 gatunków i 2 podordzaje:
- Podrodzaj: Grammoechus Thomson, 1864
  - Grammoechus atomarius
  - Grammoechus bipartitus
  - Grammoechus calamophilus
  - Grammoechus cribripennis
  - Grammoechus javanicus
  - Grammoechus leucosticticus
  - Grammoechus ochreovariegatus
  - Grammoechus polygrammus
  - Grammoechus seriatus
  - Grammoechus strenuus
  - Grammoechus tagax

Podrodzaj: Paratossa Breuning, 1935
- - Grammoechus albosparsus
  - Grammoechus assamensis
  - Grammoechus ligatus
  - Grammoechus spilotus
  - Grammoechus triangulifer